# 丸井大福
丸井 大福（まるい だいふく、1966年2月21日 - ）は、神奈川県出身の日本の俳優である。
2012年（平成24年）4月より現芸名の丸井大福に改名。旧芸名および本名は岩本 宗規（いわもと むねのり）。オフィス・ルード所属。

## 人物
- 子役として芸能界デビュー。持ち前の体格を生かして数多くの映画・テレビドラマに出演。
- イヤホン・ヘッドホンのコレクターである。イヤホンに関心が深いことから、「イヤホンマニア」としてメディア出演する機会も増えている。
- 身長170センチメートル、体重110キログラム。血液型A型。趣味はインスタグラム、筋トレ。

## 出演

### 岩本宗規・名義
- 転校生（1982年、松竹） - 金子正昭 役
- パンツの穴（1984年、ジョイパックフィルム）
- 俺たちの行進曲（1985年、田中プロダクション）
- 潮騒（1985年、東宝）
- ご存知!ふんどし頭巾（1997年、 松竹）
- あぶない刑事フォーエヴァー THE MOVIE（1998年、東映）
- 新・男樹完結編（2000年、ミュージアム）- 大谷
- 力道山（2006年、ソニー・ピクチャーズ エンタテインメント）

### テレビドラマ
- 俺はあばれはっちゃく 第5話（1979年、テレビ朝日） - 茂の子分 役
- ウルトラマン80 第40話「山からすもう小僧がやって来た」（1981年、TBS/円谷プロ） - 小熊 役
- 2年B組仙八先生（1981年、TBS）
- 女・かけこみ寺（1982年、TBS・ポーラテレビ小説）
- おまかせください（1982年、フジテレビ）
- スクール☆ウォーズ〜泣き虫先生の7年戦争〜（1984年、TBS）内田治男役
- あ!myみかん2（1985年2月4日、フジテレビ・月曜ドラマランド）
- もしも、学校が…!?（1985年、TBS）
- ハーフポテトな俺たち（1985年、日本テレビ）
- 気になる隣の新家族（1986年6月16日、テレビ朝日・月曜ワイド劇場）
- 少女コマンドーIZUMI 第7話・第8話（1987年、フジテレビ）
- ザ・スクールコップ 第13話（1988年、フジテレビ）
- パチンコ風雲録（1990年、関西テレビ・ドラマダス）
- 強引にUP!（1991年、関西テレビ・ドラマダス）
- 幕末合唱団（1991年、関西テレビ・ドラマドス）
- 土俵の鬼・若乃花物語（1992年10月5日、テレビ朝日・秋のドラマスペシャル）
- 五星戦隊ダイレンジャー 第39話（1993年、テレビ朝日）
- 人間ドキュメント・石原裕次郎物語（1993年7月23日、フジテレビ・金曜エンタテイメント）
- 法医学教室の事件ファイル 第2シリーズ 第9話（1993年9月2日、テレビ朝日・木曜ドラマ）
- 静かなるドン（1994年、日本テレビ）
- ざけんなョ!!7「めざめろマザコン亭主」（1994年9月23日、フジテレビ）
- 硝子のかけらたち（1996年、TBS・金曜ドラマ）
- お水の花道〜女30歳ガケップチ〜（1999年、フジテレビ）
- しくじり鏡三郎（1999年、NHK・金曜時代劇）
- 夜逃げ屋本舗 第10話（1999年3月17日、日本テレビ）
- 花村大介（2000年、関西テレビ）
- 救命病棟24時（2001年、フジテレビ）
- ビューティ7（2001年、日本テレビ）
- ネバーランド（2001年、TBS）
- ロールプレイングドラマ SWITCH（2001年7月8日、BS-i）
- 傷だらけのラブソング（2001年、フジテレビ）
- ハンドク!!!（2001年、TBS）
- 春が来た（2002年、NHK・金曜時代劇）
- 特命係長 只野仁（2003年、テレビ朝日・金曜ナイトドラマ）
- ニコニコ日記（2003年、NHK夜の連続ドラマ）
- アットホーム・ダッド（2004年、関西テレビ）
- 富豪刑事（2005年、テレビ朝日・木曜ドラマ）
- 相棒 シーズン4 第17話（2005年2月15日、テレビ朝日）
- 曲がり角の彼女（2005年、フジテレビ）
- 危険なアネキ（2005年、フジテレビ）
- 信濃のコロンボ事件ファイル 第12作「陰画の構図」（2006年8月16日、テレビ東京）
- いい女 第20回（2006年11月24日、TBSテレビ・愛の劇場）
- ヒミツの花園（2007年、関西テレビ）
- 黒い骨（2007年2月28日、テレビ東京・水曜ミステリー9特別企画）
- 女帝（2007年、テレビ朝日）
- ラストメール 第2話（2008年、BS朝日）
- 7人の女弁護士（2008年、テレビ朝日）
- 四つの嘘（2008年、テレビ朝日）
- 革命ステーション5+25（2009年、LISMO Video）
- エンゼルバンク〜転職代理人（2010年、テレビ朝日）
- FACE MAKER（2010年、読売テレビ）
- 家族法廷（2011年、BS朝日）
- 市長はムコ殿（2012年、BS朝日）
- 民王（2015年、テレビ朝日・金曜ナイトドラマ） - 鮨屋の大将 役
- 暴太郎戦隊ドンブラザーズ ドン7話（2022年、テレビ朝日） - 校長先生 役
- 季節のない街 6話（2023年、Desney+） - 中華料理屋 店主　役

### Vシネマ
- BE-BOP-HIGHSCHOOL 第1期（1996年 - 1997年、東映ビデオ・東映、全12作） - 大前均太郎 役
- 新・男樹（1997年 - 2000年、GPミュージアムソフト、全4作） - 大谷 役

### バラエティ
- 松本伊代のキラキラ80's（2007年6月2日、MONDO21） - 対談ゲスト
- ますおかの完パケましょう（2007年8月、ファミリー劇場） - サプライズゲスト
- 圭二郎のぬばたまZ（2012年11月、FM PiPi）
- 爆報！ザ・フライデー（2015年1月、TBS） - イヤホンマニア密着取材
- マツコの知らない世界（2021年9月7日、TBS） - ワイヤレスイヤホンの世界

### 舞台
- ロミオとジュリエット（1998年、彩の国さいたま芸術劇場 大ホール、他） 蜷川幸雄 演出
- 近代能楽集 卒塔婆小町（2000年、彩の国さいたま芸術劇場 大ホール、他） 蜷川幸雄 演出
- 真情あふるる軽薄さ2001（2001年、Bunkamura シアターコクーン） 蜷川幸雄 演出

### CM
- グリコ「ポッキー」
- カンコー学生服
- ヤクルト香港版
- グンゼ
- YONEX「カーボンアイアン」
- 小田急「箱根フリーパス」
- NTT「カードC」
- 日清食品
- マクドナルド
- 国民年金基金